# Persone di cognome Doria
| Questa pagina contiene informazioni ricavate automaticamente dalle voci biografiche con l'ausilio del template Bio e di un bot. L'aggiornamento è periodico e automatico e ricostruisce completamente la pagina. Se manca una persona in questa lista, sei pregato di non aggiungerla, ma accertati piuttosto che la sua voce biografica contenga il template Bio e che i dati anagrafici siano correttamente compilati. Se il template Bio manca, inseriscilo tu stesso o, in alternativa, metti l'avviso {{tmp\|Bio}} che ne segnala la mancanza. Se i dati riportati sono sbagliati, correggi direttamente la voce biografica; le modifiche saranno visibili in questa lista entro pochi giorni. Per chiarimenti vedi il progetto antroponimi. La lista contiene solo le 54 persone che sono citate nell'enciclopedia e per le quali è stato implementato correttamente il template Bio. Pagina aggiornata al 21 gen 2025. |

Questa è una lista di persone presenti nell'enciclopedia che hanno il cognome Doria, suddivise per attività principale.

## Ammiragli(7)
- Andrea Doria, ammiraglio, politico e nobile italiano (Oneglia, n. 1466 - Genova, † 1560)
- Gianandrea Doria, ammiraglio e nobile italiano (Genova, n. 1539 - Genova, † 1606)
- Giannettino Doria, ammiraglio e nobile italiano (n. 1510 - Genova, † 1547)
- Lamba Doria, ammiraglio italiano (Genova, n. 1245 - † 1323)
- Luciano Doria, ammiraglio italiano (Genova - Pola, † 1379)
- Pagano Doria, ammiraglio italiano (Genova)
- Pietro Doria, ammiraglio italiano (Genova - Chioggia, † 1380)

## Attrici(2)
- Bianca Doria, attrice italiana (San Gregorio nelle Alpi, n. 1915 - Grand Rapids, † 1985)
- Daniela Doria, attrice cinematografica e danzatrice italiana (Milano, n. 1957)

## Banchieri(1)
- Nicolò di Gesù Maria Doria, banchiere e religioso italiano (Genova, n. 1539 - Alcalá de Henares, † 1594)

## Calciatori(2)
- Aglae Doria, calciatore italiano (Venezia, n. 1893 - Padova, † 1965)
- Giuseppe Doria, calciatore italiano (Venezia, n. 1895 - Padova, † 1937)

## Cardinali(4)
- Giorgio Doria, cardinale e arcivescovo cattolico italiano (Genova, n. 1708 - Roma, † 1759)
- Giovanni Doria, cardinale e arcivescovo cattolico italiano (Genova, n. 1573 - Palermo, † 1642)
- Girolamo Doria, cardinale italiano (Genova, n. 1495 - Genova, † 1558)
- Sinibaldo Doria, cardinale e arcivescovo cattolico italiano (Genova, n. 1664 - Benevento, † 1733)

## Condottieri(2)
- Antonio Doria, condottiero e nobile italiano (Genova)
- Percivalle Doria, condottiero, poeta e trovatore italiano (Arrone, † 1264)

## Danzatrici(1)
- Regina Doria, ballerina e coreografa italiana (Torino, n. 1901 - Torino, † 1959)

## Dogi(6)
- Agostino Doria, doge (Genova, n. 1540 - Genova, † 1607)
- Ambrogio Doria, doge (Genova, n. 1550 - Genova, † 1621)
- Giovanni Battista Doria, doge (Genova, n. 1470 - Genova, † 1554)
- Giovanni Stefano Doria, doge (Genova, n. 1578 - Genova, † 1643)
- Giuseppe Maria Doria, doge (Genova, n. 1730 - Roma, † 1816)
- Nicolò Doria, doge (Genova, n. 1525 - Genova, † 1592)

## Filosofi(1)
- Paolo Mattia Doria, filosofo e matematico italiano (Genova, n. 1667 - Napoli, † 1746)

## Giornalisti(2)
- Gino Doria, giornalista, scrittore e storico italiano (Napoli, n. 1888 - Napoli, † 1975)
- Luciano Doria, giornalista, regista e sceneggiatore italiano (Roma, n. 1891 - Roma, † 1961)

## Militari(1)
- Antonio Raffaello Doria, militare italiano (Crotone, n. 1766 - Napoli, † 1799)

## Naturalisti(1)
- Giacomo Doria, naturalista, botanico e politico italiano (La Spezia, n. 1840 - Borzoli, † 1913)

## Nobildonne(2)
- Bianca Maria III Doria, nobildonna italiana (Genova, n. 1763 - Napoli, † 1829)
- Vittoria Doria, nobildonna italiana (Genova, n. 1569 - † 1618)

## Nobili(8)
- Branca Doria, nobile (Genova - Genova, † 1325)
- Brancaleone Doria, nobile italiano (Sardegna, n. 1337 - Castelsardo, † 1409)
- Francesco Doria d'Eboli, nobile e politico italiano (Napoli, n. 1855 - Napoli, † 1916)
- Gian Domenico Doria, nobile e condottiero italiano (Genova - Oneglia, † 1505)
- Ilario Doria, nobile, diplomatico e traduttore italiano (Caffa - Ungheria, † 1424)
- Jacopo Doria, nobile (Genova, n. 1233 - Genova)
- Lazzaro Doria, nobile italiano
- Raimondo Doria, nobile italiano (Corsica - Vienna, † 1836)

## Patrioti(1)
- Antonio Doria, patriota italiano (Bonifacio, n. 1801 - Rivarolo Ligure, † 1875)

## Politici(6)
- Ambrogio Doria, politico italiano (Genova, n. 1826 - Genova, † 1912)
- Babilano Doria, politico e militare italiano (Genova, n. 1230 - † 1296)
- Carlo Doria, politico italiano (Sassari, n. 1966)
- Giorgio Doria, politico italiano (Genova, n. 1800 - Genova, † 1878)
- Nicolò Doria, politico e militare italiano (Genova - Genova, † 1276)
- Oberto Doria, politico e ammiraglio italiano (Genova, n. 1229 - Genova, † 1306)

## Produttori cinematografici(1)
- Enzo Doria, produttore cinematografico, attore e sceneggiatore italiano (Genova, n. 1936)

## Sceneggiatori(1)
- Alberto Doria, sceneggiatore e regista italiano (Firenze, n. 1901 - Bologna, † 1944)

## Soprani(1)
- Violante Doria, soprano e liutista italiana (Genova)

## Storici(1)
- Marco Doria, storico e politico italiano (Genova, n. 1957)

## Trovatori(1)
- Simone Doria, trovatore e poeta italiano

## Vescovi cattolici(2)
- Benedetto Andrea Doria, vescovo cattolico italiano (Rogliano, n. 1722 - La Spezia, † 1794)
- Massimiliano Doria, vescovo cattolico italiano (Noli, † 1572)